# فرانتس وولفارت (آهنگساز)
فرانتس وولفارت (به انگلیسی: Franz Wohlfahrt؛ ۷ آوریل ۱۸۳۳ – ۱۴ مارس ۱۸۸۴) استاد ویولن و آهنگساز آلمانی اهل لایپزیگ بود.

## زندگی
فرانتس وولفارت ۷ آوریل ۱۸۳۳ در لایپزیگ آلمان به دنیا آمد؛ جایی که پدرش، هاینریش وولفارت، معلم پیانو بود. او مجموعه‌ای از ۶۰ اتود برای ویولن نوشت که اغلب جزو اولین اتودهایی هستند که نوازندگان ویولن و ویولنیست‌های مبتدی فرا می‌گیرند. او شاگرد فردیناند داویت نیز بود. وولفارت ۱۴ مارس ۱۸۸۴ در لایپزیگ نیز درگذشت.